# Saperda viridipennis
Saperda viridipennis es una especie de escarabajo longicornio del género Saperda, tribu Saperdini, subfamilia  Lamiinae. Fue descrita científicamente por Gressitt en 1951.

## Descripción
Mide 12-13,1 milímetros de longitud.

## Distribución
Se distribuye por China.